# Sentencia arbitral de Bayona
La sentencia arbitral de Bayona fue una resolución arbitral del rey Luis XI de Francia que ponía fin al conflicto que enfrentaba a Juan II de Aragón con Enrique IV de Castilla a causa de la Guerra Civil Catalana y que fue aceptada por ambas partes. Según la sentencia, hecha pública el 23 de abril de 1463, Enrique IV renunciaría a ser el soberano del Principado de Cataluña, dignidad a la que había accedido en septiembre de 1462 al aceptar el ofrecimiento de la corona por parte de las instituciones catalanas que se habían rebelado contra Juan II. A cambio Juan II, que también era rey de Navarra, le entregaría la merindad de Estella ―extremo que nunca cumplió― y renunciaría a todas las rentas que le correspondían como compensación por la pérdida de las posesiones que tenía en el reino de Castilla. Asimismo Juan II se comprometía a perdonar a sus súbditos rebeldes y a reconocer la Capitulación de Vilafranca si estos se sometían a su autoridad en un plazo de tres meses, lo que no sucedió por lo que la guerra civil continuó.

## Antecedentes
El 12 de septiembre de 1462 tuvo lugar en Barcelona la solemne proclamación por las instituciones catalanas rebeldes de Enrique IV de Castilla como el nuevo soberano del Principado de Cataluña. Previamente en el mes de agosto el Consell del Principat había tomado una decisión de enorme trascendencia: deponer al rey Juan II de Aragón, a su esposa la reina Juana Enríquez y a su hijo el príncipe don Fernando y ofrecer la corona al rey Enrique IV de Castilla, como jefe de la rama principal de los Trastámara que desde el compromiso de Caspe también reinaba en la Corona de Aragón. Como ha señalado Carme Batlle, Enrique IV era «el único aliado posible» tras el pacto sellado en Bayona entre Juan II de Aragón y Luis XI de Francia.
En enero de 1463 el rey de Francia envió un embajador a Castilla, aliada tradicional del reino de Francia, para que se entrevistara con Enrique IV, quien en aquellos momentos dudaba en asumir el título de rey de la Corona de Aragón —de hecho tras su proclamación por las instituciones catalanas rebeldes solo había utilizado el título de conde de Barcelona—, dado que los reinos de Aragón y de Valencia se mantenían fieles a Juan II y no se habían sumado a la rebelión catalana. De las gestiones del embajador de Luis XI surgió la idea de que el rey francés, como aliado de ambos contendientes, actuara como árbitro en el conflicto que enfrentaba a Enrique IV con Juan II de Aragón. Así a principios de abril comenzaron las negociaciones entre los representantes del rey de Castilla —el arzobispo de Toledo y el marqués de Villena— y del rey de Aragón y de Navarra —el maestre de la Orden de Montesa y Pierres de Peralta, seguidos muy de cerca desde Ustaritz por la reina Juana Enríquez— junto con los delegados del rey de Francia y el día 23 Luis XI hizo pública la sentencia arbitral de Bayona.
Las dos partes expusieron sus quejas y pretensiones comprometiéndose a aceptar el resultado de la sentencia de Luis XI en calidad de «juez árbitro, arbitrador, amigo, amigable componedor». Enrique IV se comprometió a aceptar la sentencia fuera cual fuera, «e aunque sea mandado a nos e todos los dichos caballeros e personas que por nos están en los dichos regnos de Aragón e Valencia e Navarra e Principado de Cataluña, que ayamos de dejar del todo e dejemos para el dicho rey de Aragón el Principado de Cataluña e la cibdad de Barcelona, e todas las otras cibdades e villas e logares e castillos e fortalesas que en el dicho Principado e en los dichos regnos de Aragón e Valencia e Navarra tenemos». Lo mismo hizo la reina Juana Enríquez en nombre de Juan II.

## La sentencia
En la sentencia se proponía que Enrique IV renunciara al Principado de Cataluña y a todas las localidades y castillos que había ocupado en los reinos de Aragón, de Valencia y de Navarra y a cambio recibiría la merindad de Estella en el reino de Navarra ―lo que Juan II nunca cumplió― y dejaría de pagar las cantidades de dinero que debía a Juan II de Aragón, según lo establecido en anteriores tratados, como compensación por la pérdida de sus posesiones castellanas. En cuanto al rey de Aragón la sentencia arbitral determinaba que Juan II debía conceder una amnistía general y reconocer la Capitulación de Vilafranca, con la condición de que los catalanes se sometieran a su autoridad en un plazo de tres meses. Nada se decía en la sentencia de la ocupación de los condados de Rosellón y de Cerdaña por el rey Luis XI. Enrique IV aceptó la sentencia el 29 de abril, al día siguiente de haberse entrevistado en Urtubia, a orillas del río Bidasoa, con Luis XI, y Juan II el 4 de mayo —«a pesar de que ninguno de los dos tenía demasiados motivos para quedar satisfecho», comentan Santiago y Jaume Sobrequés—. Como han destacado Santiago Sobrequés y Jaume Sobrequés, «la sentencia era absolutamente negativa para la causa del Consell del Principat, que no tenía otra salida sino rendirse, y que, además, le hacía perder al cabo de pocas semanas la escasa y poco eficaz ayuda que le representaba Castilla». Así el 13 de junio era conocida oficialmente en Barcelona la renuncia de Enrique IV como señor del Principado gracias a una carta de los embajadores catalanes en Castilla, aunque en los meses siguientes Juan de Beaumont siguió ejerciendo en nombre de Enrique IV la lugartenencia general de Cataluña.

## Consecuencias
Según Carme Batlle, Enrique IV aceptó la sentencia arbitral de Bayona a causa de su temor a una guerra con Luis XI pero al mismo tiempo consiguió «una salida honrosa de una situación complicada». Según esta misma historiadora el resultado de la sentencia arbitral de Bayona «fue el abandono de los navarros a manos de los Foix, el aislamiento de los catalanes y una mayor influencia francesa en los asuntos hispánicos, intervención que se hizo patente cuando Luis XI recordó a unos embajadores de los rebeldes catalanes el dominio francés sobre Cataluña en época carolingia, detalle que manifestaba claramente las ambiciones del monarca».
Según José María Lacarra, «la sentencia no gustó a nadie, y su ejecución no pudo llevarse a cabo en todas sus partes». En cuanto a lo que afectaba al reino de Navarra pocos días después de darse a conocer la sentencia dos letrados enviados por las Cortes de Navarra se entrevistaron en San Juan de Luz con el rey Luis XI para protestar porque dividía el reino «contra ley y razón» y porque los poderes del rey no le facultaban para ello, «ni podía hacer paz ni guerra, ni aun tregua con ningún príncipe, ni otro hecho grande sin consejo de los Tres Estados y de los sabios varones, conforme a las leyes dél». Por su parte Estella, acaudillada por Pierres de Peralta siguiendo órdenes de Juan II, resistió al intento de Enrique IV de ocuparla. Como ha señalado Lacarra, «Luis XI se desentendía del asunto de Estella; el conde de Foix y Juan II estaban interesados en que la sentencia no se cumpliera en esta parte». Finalmente los reyes de Castilla y de Aragón llegaron a la conclusión de que la sentencia en lo referente a Navarra era inaplicable y negociaron un acuerdo al margen del rey de Francia que fue firmado en Pamplona el 9 de julio de 1464. En él se estableció una tregua de un año y tras él los beaumonteses aceptaron la política de Juan II.